# Amphixystis
Amphixystis är ett släkte av fjärilar. Amphixystis ingår i familjen äkta malar.

## Dottertaxa tillAmphixystis, i alfabetisk ordning[1]
- Amphixystis aethalopis
- Amphixystis anachoreta
- Amphixystis anchiala
- Amphixystis antiloga
- Amphixystis antongilella
- Amphixystis aromaticella
- Amphixystis artiphanes
- Amphixystis beverrasella
- Amphixystis canthopa
- Amphixystis carphota
- Amphixystis chrysodora
- Amphixystis cincinnata
- Amphixystis colubrina
- Amphixystis commatias
- Amphixystis copidora
- Amphixystis crobylora
- Amphixystis crocinacma
- Amphixystis crypsirias
- Amphixystis cyanodesma
- Amphixystis cymataula
- Amphixystis divulsa
- Amphixystis ensifera
- Amphixystis epirota
- Amphixystis fragosa
- Amphixystis fricata
- Amphixystis glomerata
- Amphixystis gyracma
- Amphixystis habryntis
- Amphixystis hapalopa
- Amphixystis hapsimacha
- Amphixystis herbulotella
- Amphixystis hermatias
- Amphixystis heteroclina
- Amphixystis hydrochalca
- Amphixystis hypolampes
- Amphixystis ichnora
- Amphixystis irenica
- Amphixystis islamella
- Amphixystis lactiflua
- Amphixystis leptorrhiza
- Amphixystis leucorrhoa
- Amphixystis ligyropa
- Amphixystis magica
- Amphixystis maillardella
- Amphixystis multipunctella
- Amphixystis nephalia
- Amphixystis oxymoris
- Amphixystis paroditella
- Amphixystis pentacarpa
- Amphixystis polystrigella
- Amphixystis protelesta
- Amphixystis rhodothicta
- Amphixystis rhothiaula
- Amphixystis rorida
- Amphixystis roseostrigella
- Amphixystis rotata
- Amphixystis sciadocoma
- Amphixystis selacta
- Amphixystis serrata
- Amphixystis sicaria
- Amphixystis siccata
- Amphixystis spathistis
- Amphixystis syntricha
- Amphixystis tachygrapha
- Amphixystis tarsota
- Amphixystis thapsonota
- Amphixystis trixysta
- Amphixystis undosa
- Amphixystis zulella